# Ágios Konstantínos (Phocide)
Pour les articles homonymes, voir Ágios Konstantínos.
Ágios Konstantínos (grec moderne : Άγιος Κωνσταντίνος) est une localité située dans le dème de Delphes, dans le district régional de Phocide, dans la périphérie de Grèce-Centrale, en Grèce.
Selon le recensement de 2021, elle compte 33 habitants.
La localité est située au sud-sud-est d'Ámfissa à une distance de 4,5 km du centre ville, à côté d'Itéa et dans la partie ouest de l'oliveraie d'Ámfissa, qui est la plus ancienne oliveraie du territoire grec avec plus d'un million d'olives.

## Démographie
| Année | Population |
| ----- | ---------- |
| 1991  | 59         |
| 2001  | 57         |
| 2011  | 62         |

| Année | Population |
| ----- | ---------- |
| 1961  | 91         |
| 1971  | 93         |
| 1981  | 89         |
| 1991  | 60         |
| 2001  | 56         |
| 2011  | 59         |